# Рудин, Иван Александрович
Иван Александрович Рудин (род. 5 июня 1982, Донецк) — российский пианист, педагог, художественный руководитель Московского государственного симфонического оркестра (с июля 2017 года), основатель и бессменный руководитель Международного музыкального фестиваля «ArsLonga», сын Народного артиста России А.И. Рудина.
В 2020 году стал лауреатом премии города Москвы в области литературы и искусства за создание проектов «Бах-марафон», «Рахманинов-марафон» и симфонического спектакля по мотивам романа Михаила Булгакова «Мастер и Маргарита». В 2022 году назначен генеральным директором концертного зала «Зарядье». Заслуженный артист России (2022).

## Музыкальное образование
Родился 5 июня 1982 году в семье музыкантов. Учился в Московской средней специальной музыкальной школе имени Гнесиных, где занимался в классе педагога Татьяны Зеликман. В 11 лет дебютировал с оркестром, а с 12 лет начал активную концертную жизнь, выступая как на родине, так и в городах СНГ, США, Европы, Китая, Тайваня, Турции, Японии. В 15 лет Рудин стал стипендиатом Международного благотворительного Фонда помощи юным пианистам Владимира Крайнева.
В 2000 году поступил в Московскую государственную консерваторию им. П. И. Чайковского в класс профессора Льва Наумова, ученика Генриха Нейгауза. Окончив консерваторию в 2005 году, поступил в аспирантуру в класс профессора Сергея Доренского.
В 2018 году поступил в Санкт-Петербургскую консерваторию им. Н. А. Римского-Корсакова на дирижёрский факультет в класс профессора Владимира Альтшулера.

## Творчество
Сотрудничал с такими музыкантами, как Юрий Башмет, Наталия Гутман, Александр Лазарев, Юстус Франц, Маргарет Прайс, Владимир Крайнев, Эдуард Бруннер, Дмитрий Лисс, Изаи квартет, Александр Рудин и другими.
Рудин имеет записи на российских и западных телекомпаниях, радиостанциях и компакт-дисках, выступает на крупнейших музыкальных фестивалях: Пражская осень (Чехия), New Braunschweig Classix Festival (Германия), Finca Justus Frantz (Испания), Oleg Kagan Musikfest (Германия), Фестиваль в Турине (Италия), Mozarteum (Австрия), Музыкальный Фестиваль в Оксфорде (Великобритания), Международный фестиваль «Посвящение Олегу Кагану» (Москва), Международный фестиваль Николая Петрова «Кремль Музыкальный» (Москва), Год Культуры России в Казахстане, 300-летие Петербурга, к 250-летию Моцарта и многих других. Выступает с лучшими симфоническими и камерными оркестрами, среди которых: Симфонический оркестр Чешской филармонии, Симфонический оркестр Большого театра, Большой симфонический оркестр им. П. И. Чайковского (художественный руководитель Владимир Федосеев), Национальный филармонический оркестр России (художественный руководитель Владимир Спиваков), Национальный оркестр Радио Румынии, Государственный симфонический оркестр «Новая Россия», филармонические оркестры Нижнего-Новгорода, Екатеринбурга, Самары и многие другие. Выступает в лучших концертных залах, таких как: Большой и Малый залы Московской консерватории, Большой и Малый залы Московского международного Дома Музыки, амстердамский Консертгебау, Slovak Philharmonic, Венский Концертхаус, Дворец Мирабель в Зальцбурге, Концертный зал имени П. И. Чайковского, Латвийская национальная опера, Большой зал Санкт-Петербургской филармонии и многих других.

## Конкурсы, фестивали, концерты
В 1998 году выступление Ивана Рудина на Международном фестивале имени Генриха Нейгауза в Москве отмечено дипломом фестиваля. В 1999 году пианист становится лауреатом Первых премий конкурса камерных ансамблей в Москве и Международного конкурса пианистов в Испании; лауреат Третьей премии Международного конкурса им. Т. Лешетицкого (Тайвань, 2000 г.); лауреат Второй премии Международного конкурса пианистов г. Комо (Италия, 2007 г.), Международного конкурса пианистов в Алма-Ате (Казахстан, 2008 г.) и Международного конкурса Гран-при «Мария Каллас» (Греция, 2010 г.).

## Продюсерская и педагогическая деятельность
С 2001 года Иван Рудин является руководителем ежегодного Международного Музыкального Фестиваля «ArsLonga» в Москве, в концертах которого принимают участие такие музыканты, как Юрий Башмет, Элисо Вирсаладзе, Николай Петров, оркестр «Солисты Москвы» и многие другие.
Ассистент профессора Владимира Троппа в РАМ им. Гнесиных, с 2012 года Иван Рудин преподает и стажируется у профессора Евгения Королева в Высшей школе музыки Гамбурга (Германия).
С 2012 по 2018 год сотрудничал с Благотворительным фондом Владимира Спивакова и являлся генеральным продюсером фестиваля «Москва встречает друзей».
С 2017 по 2021 год занимал должность артистического директора культурно-образовательного проекта «Золотые таланты» Благотворительного фонда «Искусство, наука и спорт».

## Пресса
Профессиональный портал Belcanto пишет: «…зал находился в состоянии оцепенения. В интерпретации Рудина завораживало все: техническая оснащенность пианиста, положение его рук на клавиатуре, изумительно тонкая нюансировка звука. Каждое движение пианиста за инструментом было обусловлено происходящим в музыке: в этой игре не было никакого позерства или ненужной театральности. Собранность, уверенность, прекрасное музыкальное чувство, быстрое умение перевоплощаться, богатая звуковая образность и продуманность всей концепции этого непростого сочинения ― вот, что отличало в этот вечер стиль солиста».

## Общественная позиция
В марте 2014 года подписал обращение деятелей культуры Российской Федерации в поддержку политики президента РФ В. В. Путина на Украине и в Крыму.